# Еремкино (Саратовская область)
Ерёмкино — село в Хвалынском районе Саратовской области России, в составе сельского поселения Елшанское муниципальное образование.
Население - 181 (2010)

## История
В Списке населённых мест Российской империи по сведениям за 1859 год упоминается как казённая деревня Ерёмкино Хвалынского уезда Саратовской губернии, расположенное при речке Лебежайка по тракту из квартиры первого стана в квартиру второго стана на расстоянии 24 вёрст от уездного города. В населённом пункте имелось 150 дворов, проживали 514 мужчин и 569 женщины. 
Согласно переписи 1897 года в селе Ерёмкино проживали 1606 жителей (786 мужчин и 820 женщин), из них старообрядцев (беглопоповцы) - 1321, православных - 276.
Согласно Списку населённых мест Саратовской губернии 1914 года Ерёмкино относилось к Старо-Лебежайской волости. По сведениям за 1911 год в селе насчитывалось 398 дворов, проживали 2217 приписанных жителей (1136 мужчин и 1086 женщин) и 11 "посторонних" жителей (4 мужчины и 7 женщин). В селе проживали преимущественно бывшие государственные крестьяне, мордва,чуваши составлявшие одно сельское общество. В селе имелись православная церковь и церковно-приходская школа.

## Физико-географическая характеристика
Село находится в пределах Приволжской возвышенности, являющейся частью Восточно-Европейской равнины, при реке Лебежайке и ручье Ямбулат, на высоте около 100 метров над уровнем моря. Примерно в 2 км к восточнее села возвышается гора Пиче-Ландра (чув:хырлӗ темӗ) высотой 217,9 метров над уровнем моря. Почвы - чернозёмы остаточно-карбонатные.
Село расположено примерно в 26 км по прямой в северо-западном направлении от районного центра города Хвалынска. По автомобильным дорогам расстояние до районного центра составляет 33 км, до областного центра города Саратов - 260 км. До железнодорожной станции Кулатка (линия Сызрань — Сенная) — 11 км.
Часовой пояс
Ерёмкино, как и вся Саратовская область, находится в часовой зоне МСК+1. Смещение применяемого времени относительно UTC составляет +4:00.

## Население
Динамика численности населения по годам:
| Годы      | 1859 | 1897 | 1911 | 2002 |
| --------- | ---- | ---- | ---- | ---- |
| Население | 1083 | 1606 | 2228 | 252  |

| 2002 | 2010 |
| ---- | ---- |
| 252  | ↘181 |

Национальный состав
Согласно результатам переписи 2002 года чуваши составляли 47 % населения села.